# Tarzana Challenger
Il Tarzana Challenger è stato un torneo professionistico di tennis giocato su campi in cemento. Faceva parte dell'ATP Challenger Series. Si giocava annualmente a Tarzana negli Stati Uniti.

## Albo d'oro

### Singolare
| Anno       | Campione              | Finalista     | Punteggio     |
| ---------- | --------------------- | ------------- | ------------- |
| 2001       | Levar Harper-Griffith | Michael Joyce | 7–6(6), 6–3   |
| 2002       | Eric Taino            | Brian Vahaly  | 6–2, 7–6(6)   |
| 2003- 2004 | Non disputato         | Non disputato | Non disputato |
| 2005       | Alex Bogomolov Jr.    | Thiago Alves  | 6–3, 6–2      |

### Doppio
| Anno       | Campioni                              | Finalisti                   | Punteggio           |
| ---------- | ------------------------------------- | --------------------------- | ------------------- |
| 2001       | Zack Fleishman Michael Joyce          | Kyle Spencer Glenn Weiner   | 6–1, 5–7, 7–6(6)    |
| 2002       | George Bastl Neville Godwin           | Brandon Coupe Kevin Kim     | 6–3, 4–6, 6–3       |
| 2003- 2004 | Non disputato                         | Non disputato               | Non disputato       |
| 2005       | Alex Bogomolov Jr. Travis Rettenmaier | Nathan Healey Robert Smeets | 6(3)–7, 7–6(7), 6–3 |